# Muraja
Koordinaten: 58° 28′ N, 23° 14′ O
Muraja (deutsch Murajo) ist ein Dorf (estnisch küla) auf der größten estnischen Insel Saaremaa. Es gehört zur Landgemeinde Saaremaa (bis 2017: Landgemeinde Pöide) im Kreis Saare.
Das Dorf hat sieben Einwohner (Stand 31. Dezember 2011). Es liegt auf der gleichnamigen Halbinsel Muraja poolsaar, direkt an der gleichnamigen Ostsee-Bucht (Muraja laht).